# Colindres
Colindres est une commune de la communauté autonome de la Cantabrie situé dans la partie orientale de la communauté et adjacente au Golfe de Gascogne (mer Cantabrique), à mi distance entre Bilbao et Santander. Elle compte presque 8 000 habitants.

## Jumelages
Le Haillan (France) depuis 1990

## Personnalités liées
- Luys Santa Marina (1898-19890), écrivain, journaliste et poète